# Castello di Antignano
Il Castello di Antignano (o Forte di Antignano) è un fortilizio ubicato a Livorno, nel quartiere meridionale di Antignano, lungo la strada litoranea che dal centro cittadino conduce verso Quercianella. Era conosciuto anche come Castello San Cosimo in onore del granduca che lo fece erigere.

## Storia e descrizione
Nella seconda metà del XVI secolo, nell'ottica della riorganizzazione dei sistemi difensivi e d'avvistamento del litorale labronico, il granduca Cosimo I de' Medici ordinò la costruzione di una fortezza nel piccolo villaggio di Antignano, all'epoca non ancora inglobato nella città labronica.
Il progetto fu redatto da Raffaello Guerrazzi, comandante della Fortezza Vecchia di Livorno.
I lavori furono avviati tra il 1560 ed il 1567. All'interno del cosiddetto castello si trovavano anche gli ambienti destinati alla guarnigione e ai lavoranti, nonché gli appartamenti per i granduchi. A servizio del fortilizio fu innalzata anche una cappella, l'odierna chiesa di Santa Lucia.
Il fortilizio, di forma quadrangolare (60 x 65 metri), era caratterizzato da quattro bastioni ai vertici, denominati della Fonte (a nord-est), del Giardino (a sud-est), della Campana (a sud-ovest) e della Fornace (a nord-ovest).
Successivamente, sul fronte rivolto verso il mare fu aggiunto un rivellino di forma triangolare per ospitare l'artiglieria pesante, ma l'altezza limitata lo rendeva idoneo solo per tiri radenti.
Si accedeva al suo interno dapprima dal lato del mare, poi per maggiore sicurezza dalle incursioni dei corsari barbareschi, da est lato di terra, come tuttora si vede. Al lato dell'ingresso vi è ancora l'iscrizione su marmo che ricorda Cosimo I de' Medici, sovrano che volle il fortilizio e che spesso andava a visitare, come ricorda Benvenuto Cellini nella sua "Vita". Il castello era minito di quattro cannoni di bronzo e varie spingarde ed ospitava un presidio di soldati per la difesa della costa.
Il forte mantenne il suo aspetto originario fino alla metà del XIX secolo (nel 1846 Pietro Volpi vi attesta ancora la presenza di un presidio militare), quando fu ceduto ai privati che qui alzarono alcune dimore, perdendo così gran parte della configurazione originaria.
Il fronte rivolto verso il mare, divenuto proprietà della famiglia Cremoni (1878), ospitò un albergo, mentre il rivellino fu trasformato in una grande terrazza. Nel corso del XX secolo fu demolito il bastione di sud-est.
Oggi sono presenti solo abitazioni private.
Nei pressi del castello, presso la costa sul lato nord, sembra lecito ipotizzare anche la presenza di una torre d'avvistamento, di cui sono state ritrovate alcune tracce delle fondazioni, ed indicata in alcune carte del XVII secolo.